# Antikommunista felkelések a keleti blokkban
A keleti blokk országaiban (Kelet- és Közép-Európa) a második világháború után is folytatódtak az antikommunista felkelések és ellenállások. A következő országokban került sor fegyveres ellenállásra vagy bármilyen antikommunista megmozdulásra:
| Ország                 | Év        | Típus (Név)                                   |
| ---------------------- | --------- | --------------------------------------------- |
| Lengyel Népköztársaság | 1945–1963 | Partizánmozgalom (Elátkozott katonák)         |
| Lengyel Népköztársaság | 1956      | Munkásfelkelés (Poznańi június)               |
| Magyar Népköztársaság  | 1956      | Forradalom és szabadságharc                   |
| Román Népköztársaság   | 1945–1950 | Fegyveres ellenállási mozgalom                |
| Jugoszlávia            | 1945–1950 | Fegyveres ellenállási mozgalom (Csetnik)      |
| Csehszlovákia          | 1968      | Tüntetéssorozat (Prágai tavasz)               |
| Ukrajna                | 1945–1956 | Fegyveres ellenállás (Ukrán Felkelő Hadsereg) |
| Bolgár Népköztársaság  | 1945–1960 | Partizánmozgalom (Goryani)                    |
| Észtország             | 1945–1956 | Gerillaháború                                 |
| Lettország             | 1945–1956 | Gerillaháború                                 |
| Litvánia               | 1945–1956 | Gerillaháború                                 |

## Lengyelország
Az 1956-os poznańi munkásfelkelés egy tömegfelkelés volt a Lengyel Népköztársaságban, 1956. június 28 és 30. között. A tüntetések során a dolgozók jobb munkafeltételeket és a kormány távozását követelték. A tüntetés a Cegielski gyárból indult ki, s rövidesen tömeggyűléssé vált. A város központjában 28-án mintegy 100 000 fő gyűlt össze, a Közbiztonsági Minisztérium helyi kirendeltsége elé. A tömegre a Lengyel Néphadsereg mintegy 10 000 katonája és nagyságrendben 400 tankja támadt rá, Stanisław Popławski vezetésével.
A halálos áldozatok száma 57 és 100 fő között volt, közöttük a tiltakozás leverésének arcává vált 13 éves Romek Strzałkowski. A felkelés hatására rövidesen távozott a hatalomból a párt addigi első titkára Edward Ochab és a vezetést Władysław Gomułka vette át, valamint a szovjet ellenőrzés az ország fölött csökkent.

## Magyarország
Az 1956-os forradalom és szabadságharc, vagy az 1956-os népfelkelés Magyarország népének a sztálinista terror elleni forradalma és a szovjet megszállás ellen folytatott szabadságharca, amely a 20. századi magyar történelem egyik legmeghatározóbb eseménye volt. A budapesti diákoknak az egyetemekről kiinduló békés tüntetésével kezdődött 1956. október 23-án, és a fegyveres felkelők ellenállásának felmorzsolásával fejeződött be Csepelen november 11-én.

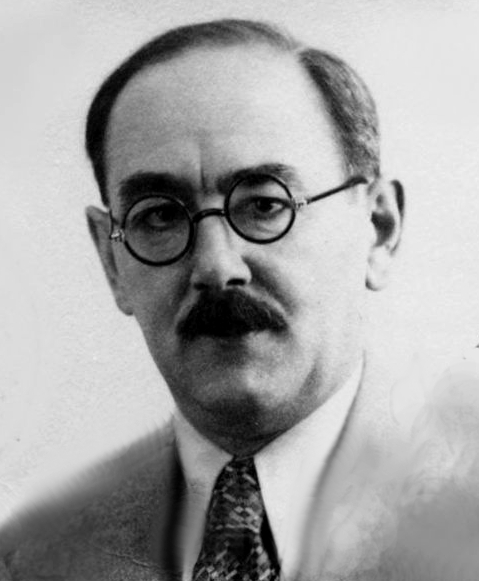
Nagy Imre, magyar miniszterelnök

Az október 23-i budapesti tömegtüntetés a kommunista pártvezetés ellenséges reakciója és a fegyvertelen tömegre leadott véres sortűz következtében még aznap éjjel fegyveres felkeléssé nőtt, amely október 30-án a pártház elfoglalásával végül győzött. Ez a kormány bukásához, a szovjet csapatok visszavonulásához, majd a többpártrendszer visszaállításához és az ország demokratikus átalakulásának megkezdéséhez vezetett. November első napjaiban az új kormány megkezdte a tárgyalásokat a Szovjetunióval a szovjet csapatok teljes kivonásáról, a Varsói Szerződésből való kilépésről és az ország semlegességéről. A szovjet politikai vezetés azonban a kezdeti hajlandóság után meggondolta magát, és miután számíthatott arra, hogy a nyugati nagyhatalmak nem nyújtanak a magyar kormánynak segítséget, november 4-én hajnalban a szovjet csapatok hadüzenet nélküli háborút indítottak Magyarország ellen. A honvédségi laktanyák, repülőterek a Szovjet Hadsereg egységeinek gyűrűjébe kerültek. Az aránytalanul nagy túlerővel szemben egyedül maradt ország több napon át folytatott hősi forradalma így végül elbukott.

## Románia
A mozgalom főleg 1945–1962 között volt aktív. Az ellenállók kis, fegyveres csapatokba szerveződve rejtőzködtek, elsősorban a Kárpátokban, de Dobrudzsában is aktívak voltak.
Az önmagukat gyakran hajdúkként megnevező csapatok létezését a romániai kommunista rezsim minden eszközzel igyekezett titokban tartani, illetve amit nem lehetett ellhallgatni, azt útonállók akcióinak nevezték. A szovjet- és kommunistaellenes csapatok részben a volt legionáriusokból toborzódtak, de többségükben a kollektivizálásnak ellenálló parasztokból álltak. Ezenkívül a katonaságból is többen harcoltak az ellenállásban. A CIA igyekezett a Nyugatra menekült románok közül toborozni segítséget az ellenállóknak, de a kis számú, ejtőernyővel bejuttatott embereket gyorsan elkapták, amiben valószínűleg része volt Kim Philby kémnek is, aki az angoloktól információt szivárogtatott kommunistáknak.

## Csehszlovákia
A Prágai tavasz 1968 januárjától augusztus végéig tartó csehszlovákiai kísérlet volt az „emberarcú szocializmus” megteremtésére, a politikai, társadalmi és gazdasági élet, a párt és az állam demokratizálására.
Az új csehszlovák főtitkár, Alexander Dubček 1968 januárjában nekilátott, hogy a párt és a rendszer demokratizálásával úrrá legyen az immár tüntetésekbe torkolló, széles körű társadalmi elégedetlenségen, amelyet két évtized elhibázott gazdaságirányítása és elnyomó belpolitikája váltott ki. Véget kívánt vetni a koncepciós pereknek, szabadlábra helyeztetett minden politikai elítéltet. Márciusban eltörölte a sajtócenzúrát és az utazási korlátozásokon is enyhített. Sikerére és népszerűségére jellemző, hogy bár az országban óriási volt az elégedetlenség, főtitkársága idején a tömegek továbbra sem kérdőjelezték meg a párt vezető szerepét (kérdés, hogy ez hosszú távon is így maradt volna-e). Ám Dubček, miközben a jó viszony fenntartására törekedett Moszkvával, nem mérte föl, milyen kihívást jelentenek reformjai a „testvérpártok” – a többi szocialista ország vezetése – számára. A munkásosztály keletnémet és lengyel „élcsapatának” is megvoltak a maga legitimációs problémái, s az ottani vezetők világosan látták, hogy a cseh példa nyomán olyan engedményekre kényszerülhetnek, amelyek alááshatják a hatalmukat, sőt a Varsói Szerződés összeomlását is előidézhetik. Brezsnyev szovjet pártfőtitkár a helyzetet különösen veszélyesnek ítélte, és hosszas tárgyalások, egyeztetés után augusztus 20-ról 21-re virradó éjjel megindította a „Duna hadművelet” fedőnevű katonai offenzívát,(wd) melyben a szovjet csapatok lengyel, magyar és bolgár támogatással bevonultak Csehszlovákiába (a készenlétben álló keletnémet haderőt Moszkva végül visszarendelte a német–cseh határról). Albániát és Romániát nem vonták be a műveletbe: előbbi teljesen különutas politikát folytatott (később teljesen szakított a Szovjetunióval és elszigetelődött), ezért nem lehetett számítani az egyetértésére, Románia pedig olyan szerepet játszott Moszkva megbízásából, amivel liberálisabbnak akart tűnni a nyugati országok és Jugoszlávia előtt, hogy így könnyebben a bizalmukba férkőzhessen.
A Varsói Szerződés egyes tagállamainak csapatai a tüntetéseket rövid úton elfojtották, tankjaik „helyreállították” a rendet. A hatalmas katonai túlerővel szemben a csehszlovák hadsereg meg sem próbálta fölvenni a harcot, mivel az intervencióra számító csehszlovák vezetés eleve parancsot adott az ellenállás elkerülésére. Dubček felhívásának megfelelően a lakosság körében sem bontakozott ki jelentős, szervezett ellenállás, áldozatai azonban így is voltak az offenzívának, katonák és polgári személyek egyaránt.